# マツダ・プロシード
プロシード（Proceed ）は、かつてマツダが製造・販売していたピックアップトラックである。後継は2006年3月に発表されたマツダ・BT-50。
海外ではBシリーズ（B-Series）として知られ、長い実績を誇った。主な市場が海外だった為、生産車のほとんどが輸出されており、日本での登録は非常に少ない。

## 初代（1961年–1965年）
- 1961年8月 B1500（BUA61）として日本で発売された。

- 1962年9月 バンが発売される。その後二種類のダブルキャブ車が登場した。

B1500は、日本市場の競合他社よりも滑らかでかなり強力だったが、著しく高価だったこともあり販売は芳しくなかった。

## 2代目（1965年–1977年）
- 1965年10月（昭和40年）- 発売。
- 1969年1月（昭和44年）- サイドマーカーランプ、ラジオ、ヒーター等を標準装備したデラックスを追加。従来車はスタンダードと名付けた。
- 1971年（昭和46年） - マイナーチェンジ。排気量を1600ccにアップし「プロシード1600」として発売。フロントグリルのデザイン、及びボンネットのエンブレムもmマークから「MAZDA」に変更される。フロントではターンシグナルランプと車幅灯をバンパーに埋め込み、サイドマーカーランプの形状を変更。リアでは尾灯をコンビネーションタイプとした。運転席に2点式シートベルトとヘッドレストを標準装備。同時に1972年モデルとしてフォードへOEM供給を開始、同社のCourier（クーリエ）となる。
- 1973年（昭和48年） - 保安基準改正の為、助手席にも2点式シートベルトとヘッドレストを標準装備。車幅灯をクリアに変更された。
- 1974年（昭和49年） - 北米向けの輸出仕様車として13B型ロータリーエンジンを搭載した「ロータリーピックアップ」の生産を開始。ロータリーエンジン搭載車はフォードへ供給されなかった。
- 1977年（昭和52年） - ロータリーピックアップを含み、生産を終了。

## 3代目（1977年–1985年）PE/UC/UD型
- 1977年 フルモデルチェンジ。商用ピックアップトラックであるにもかかわらず、インパネに木目調パネルを採用したのが特徴であった。
- 1980年 ボンネットトラック市場不振の為、日本国内販売中止。暫くは輸出専用車となる。
- 1981年 マイナーチェンジ。ヘッドライトを丸形4灯から角形2灯に変更。

## 4代目（1985年–1998年）UF型
- 1985年 発表。当初は輸出専用であった。

- 1990年1月 国内販売強化の一環で、マツダ独自デザインのクロスカントリー車「プロシード4WDキャブプラス」として国内市場に復帰した。それまで北米向けであった「Mazda B2600」を日本国内向けに手直ししたものである。数あるバリエーションのなかから、リアに＋2の折りたたみシートを持つ、いわゆるエクステンドキャブが選ばれ、マツダではこれに「キャブプラス」の名を与えた。ホイールベース、ボディー形状、エンジン、駆動方式、グレードなど、すべて一種類のみとした割り切った設定で、国内向けは1ナンバー・4WD・ガソリンエンジン・キャブプラスとなり、他のキャブ・ベッド形状や、FR、ディーゼルエンジン、業務用途グレード（4ナンバー）などは用意されなかった。

エンジンは2.6L直列4気筒、120馬力のG6-E型ガソリンエンジン一種類のみで、これは、三菱製G54B（4G52）型のシリンダーヘッドをSOHCのまま3バルブ（吸気2・排気1）化し、燃料供給をEGIとしたものである。
はしご形フレームに、フロントはダブルウィッシュボーン、リアがリーフリジッドのサスペンションを組み合わせ、駆動方式は2速の副変速機付きトランスファーを持つFRベースのパートタイム式4WDと、いたってオーソドックスな構成で、車両価格の上昇を抑えている。同じく海外専用車であったMPVも同時にデビューしている。日本国内ではグレードによって3000mmというロングホイールベースや、全長5mを超える大柄なボディが災いし販売は当初から低迷したが、後に登場したよりコンパクトなMPVと共に数少ない当時のマツダのSUVとして一定の商品力を確保していた。
- 1991年1月 国内未発売のダブルキャブ車をベースにしたワゴンボディーを与え、7人乗り3ナンバーSUVとして仕立てた『マツダ・プロシードマービー』が発表された。エンジンや駆動方式はピックアップと同様で、全車パートタイム式4WDとなっている。

- 1993年6月 キャブプラスの荷台に専用キャンプ用テントや作業灯を装備した限定車の、「ワイルドブリーズ」タイプA・Bを発表。専用色のバゼルグリーンメタリック、プレステージシルバーメタリックを設定。

- 1996年3月 マイナーチェンジで他のマツダ車との共通意匠のフロントグリルが与えられた。4速オートマチックが用意され、マービーのエンジンが2.5L「WL型ターボディーゼル」「G5-E型ガソリンエンジン」になった。

- 1999年1月[1] キャブプラスの国内販売を終了。国内での後継車はない。

## 5代目（1998年–2006年）UN型
- 1998年 発売。日本市場には導入されず、北米市場にも後述のフォード製Bシリーズが存在する関係で導入されなかった。BT-50が登場する2006年まで販売された。

## フォード製Bシリーズ

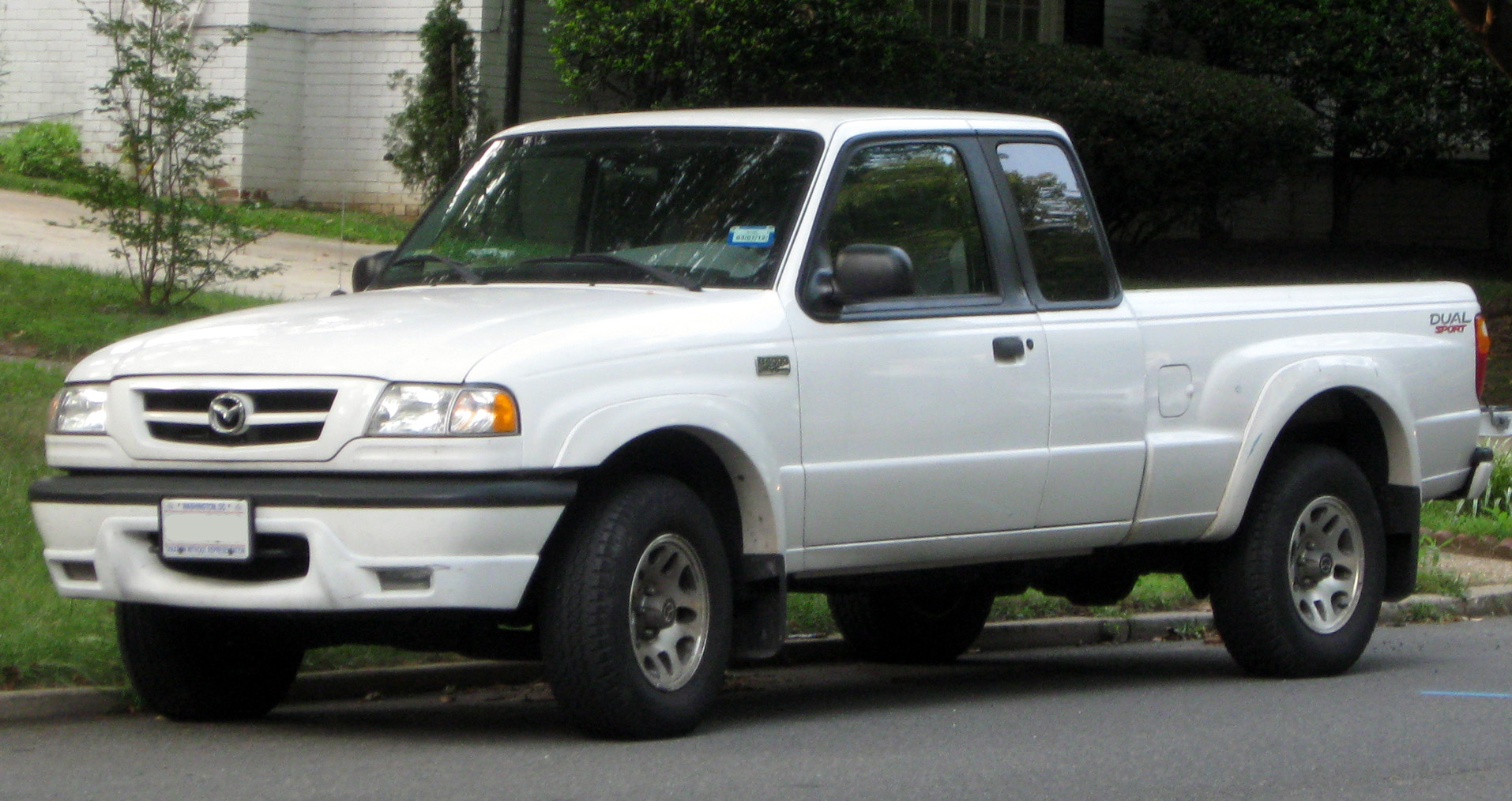
2002-2009 マツダ・トラック B4000 エクステンデッドキャブ

1994年のマツダノースアメリカン(MNAO)は、4代目Bシリーズ(UF型)の販売を終了し、フォード・レンジャーのバッジエンジニアリング版に置き換えた。これによりフォード・クーリエとは逆の状況が生起した。フォードがBシリーズを製造することになったことにより、Bシリーズはマツダ・ナバホ(1991-1994)に次ぐ2番目のフォード製マツダ車となった。
生産ラインを日本の広島からアメリカのミネソタに移したことでマツダは小型トラックに適用される25%の「鶏肉税」(chicken tax)を回避することができた。Bシリーズは1980年代にトヨタと日産が開拓した市場で活躍することになった。プラットフォームを共有するも差別化は明確にしていた。
フォード製Bシリーズは2010年に廃止されるまでの間、ボディやシャシーのリファインを続けた。2002年には名称を「マツダ・Bシリーズ」から「マツダ・トラック」に変更した。2000年代以降フォード製Bシリーズは段階的に廃止され、アメリカでは2009年に、カナダでは2010年に廃止された。
2021年の時点でマツダノースアメリカンはBT-50を北米で販売する計画はない。

## モータースポーツ
1974年から1977年にかけて北米のみで販売されたロータリーピックアップ（出走名:マツダ・ピックアップ）は、モハベ24時間ラリー1976（Mojave 24 Hour Rally 1976）に参戦しマルコム・スミス/ジャック・スリーナン組がダッジ・コルト、ダットサン・260Zに次ぐ3位の成績を収めた。

## 車名の由来
- 「プロシード」は英語で、「前進する」という意味。

## 派生車
- マツダ・プロシードマービー - プロシードベースの大型SUV。
- マツダ・プロシードレバンテ - スズキから供給を受け発売した小型SUV。マービーでは実現不可能だった3ドア車やV6車などバリエーションに富んでいた。